# Alioramini
Alioramini — триба динозаврів з родини тиранозаврових. Існували в Азії у пізній крейді. Включає два види: Alioramus та Qianzhousaurus.

## Опис
Аліораміни були тиранозавридами середнього розміру, сягаючи приблизно 5–7 м завдовжки. Їхні морди були набагато меншими та граціознішими, ніж у інших тиранозавридів, таких як масивний тарбозавр або тиранозавр. Найпомітніше те, що їхні носові кістки були прикрашені серією складчастих гострих горбків на верхній поверхні.